# Thomas Shanahan
Thomas F. Shanahan Jr. (* 14. Februar 1936; † 12. Januar 2006 in Oak Lawn, Illinois) war ein US-amerikanischer Ingenieur.
Shanahan studierte an der University of Illinois Aeronautics und erhielt anschließend an der University of Southern California seinen Master. Er arbeitete 27 Jahre lang bei Rockwell International in Downey in Kalifornien und war den Projekten der NASA zu den Missionen Mercury, Gemini, Apollo und Apollo-Sojus beteiligt. Er baute unter anderem einen Toilettensitz für Frauen, den sie im Weltraum benutzen konnten.
Sein Name steht auf einer Plakette, die auf dem Mond ist.
Shanahan starb an Lungenkrebs und hinterlässt seine Frau, Kinder und acht Enkelkinder.